# Zarrentin am Schaalsee
Zarrentin am Schaalsee es un municipio situado en el distrito de Ludwigslust-Parchim, en el estado federado de Mecklemburgo-Pomerania Occidental (Alemania), a una altitud de 40 metros. Su población a finales de 2016 era de 5134 habs. y su densidad poblacional, 56 hab/km².
Se encuentra ubicado junto al lago Schaal.

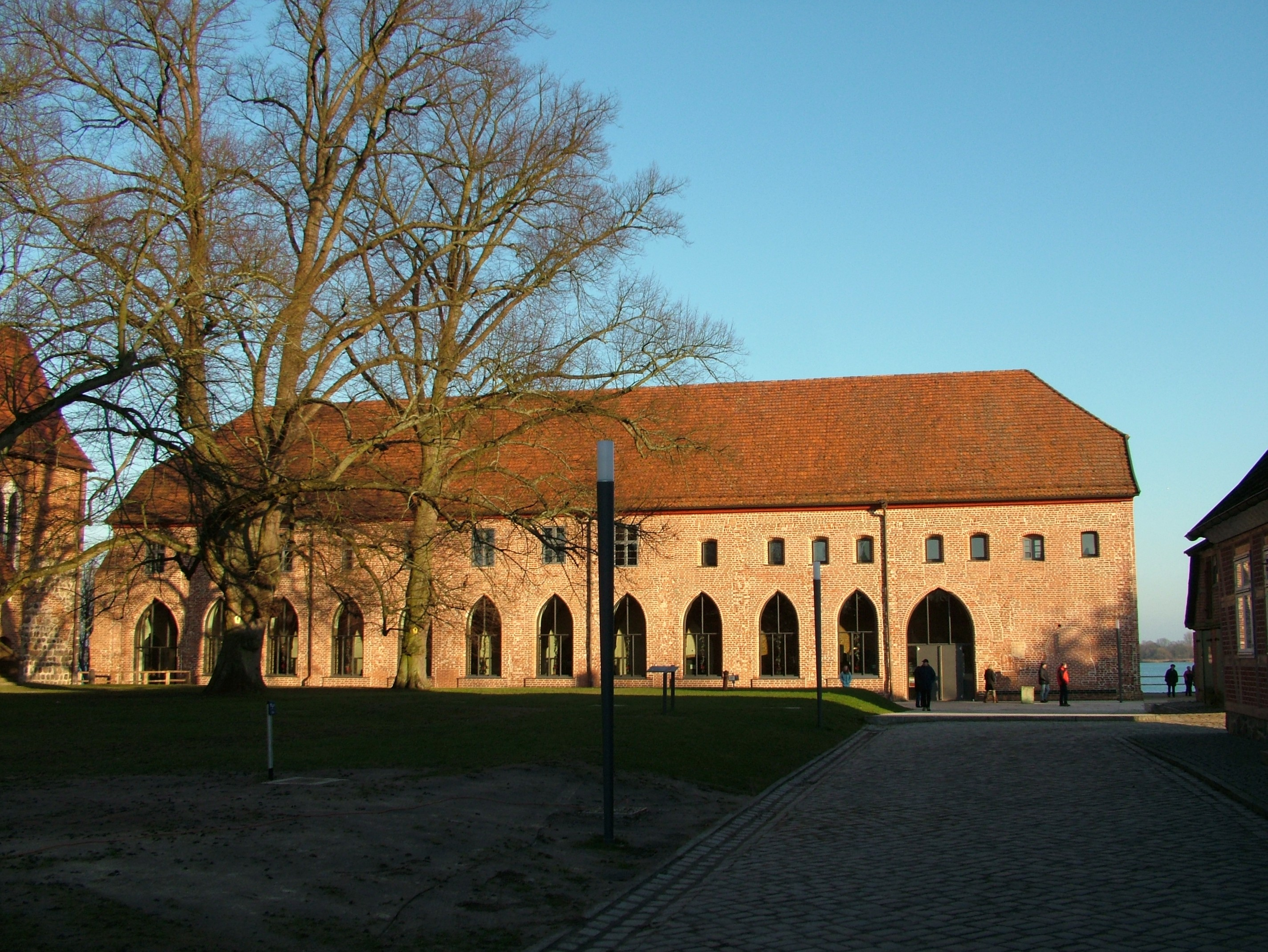
Monasterio de Zarrentin am Schaalsee